# Atletica leggera alla XXIX Universiade - 200 metri piani femminili
I 200 metri piani femminili alla XXIX Universiade si sono svolti dal 25 al 26 agosto 2017.

## Podio
| Oro     | Irene Siragusa Italia          |
| Argento | Gunta Latiševa-Čudare Lettonia |
| Bronzo  | Anna Bongiorni Italia          |

## Risultati

### 1º turno
Passano alle semifinali le prime due atlete di ogni batteria (Q) e le sei atlete con i migliori tempi tra le escluse (q).

Vento:

Batteria 1: +2,2 m/s, Batteria 2: -1,9 m/s, Batteria 3: -3,2 m/s, Batteria 4: +0,4 m/s,

Batteria 5: +2,2 m/s, Batteria 6: -2,2 m/s, Batteria 7: -1,5 m/s
| Posizione | Batteria | Nome                       | Nazione            | Tempo | Note                                     |
| --------- | -------- | -------------------------- | ------------------ | ----- | ---------------------------------------- |
| 1         | 5        | Gunta Latiševa-Čudare      | Lettonia           | 22.93 | Q                                        |
| 2         | 3        | Agata Forkasiewicz         | Polonia            | 23.68 | Q                                        |
| 3         | 3        | Barbora Procházková        | Rep. Ceca          | 23.75 | Q                                        |
| 4         | 5        | Tori Williams              | Stati Uniti        | 23.78 | Q                                        |
| 5         | 1        | Anabel Medina              | Rep. Dominicana    | 23.79 | Q                                        |
| 6         | 1        | Tamzin Thomas              | Sudafrica          | 23.81 | Q                                        |
| 6         | 3        | Olga Safronova             | Kazakistan         | 23.81 | Q                                        |
| 8         | 6        | Phil Healy                 | Irlanda            | 23.87 | Q                                        |
| 9         | 5        | Marcela Pírková            | Rep. Ceca          | 23.98 | Q                                        |
| 10        | 4        | Anna Bongiorni             | Italia             | 24.01 | Q                                        |
| 11        | 3        | Viola Kleiser              | Austria            | 24.02 | q                                        |
| 12        | 5        | Isidora Jiménez            | Cile               | 24.08 | q                                        |
| 13        | 1        | Małgorzata Kołdej          | Polonia            | 24.13 | Q                                        |
| 13        | 6        | Marileidy Paulino          | Rep. Dominicana    | 24.13 | Q                                        |
| 15        | 4        | Cornelia Halbheer          | Svizzera           | 24.14 | Q                                        |
| 16        | 4        | Svetlana Golendova         | Kazakistan         | 24.22 | Q                                        |
| 17        | 1        | Cynthia Bolingo Mbongo     | Belgio             | 24.23 | q                                        |
| 18        | 4        | Zoe Hobbs                  | Nuova Zelanda      | 24.33 |                                          |
| 19        | 6        | Anniina Kortetmaa          | Finlandia          | 24.43 | Q                                        |
| 20        | 4        | Nyoka Maxwell              | Canada             | 24.46 |                                          |
| 21        | 1        | Scovia Ayikoru             | Uganda             | 24.49 |                                          |
| 21        | 4        | Anna Paula Auziņa          | Lettonia           | 24.49 | Miglior prestazione personale stagionale |
| 23        | 3        | Astrid Glenner-Frandsen    | Danimarca          | 24.55 | Miglior prestazione personale            |
| 24        | 2        | Irene Siragusa             | Italia             | 24.56 | Q                                        |
| 25        | 3        | Noelia Martínez            | Argentina          | 24.60 |                                          |
| 26        | 7        | Germaine Abessolo Bivina   | Camerun            | 24.65 | Q                                        |
| 27        | 4        | Sayaka Takeuchi            | Giappone           | 24.68 |                                          |
| 28        | 6        | Õilme Võro                 | Estonia            | 24.74 |                                          |
| 29        | 2        | Dania Aguillón             | Messico            | 24.80 | Q                                        |
| 30        | 2        | Alexandra Bezeková         | Slovacchia         | 24.84 | Q                                        |
| 31        | 5        | Syu Yong-jie               | Taipei Cinese      | 24.94 |                                          |
| 32        | 3        | Drita Islami               | Macedonia          | 25.04 | Miglior prestazione personale            |
| 33        | 2        | Mizuki Nakamura            | Giappone           | 25.17 |                                          |
| 34        | 2        | Leni Shida                 | Uganda             | 25.29 |                                          |
| 35        | 6        | Katarina Sirmić            | Serbia             | 25.35 |                                          |
| 36        | 1        | Ontiretse Molapisi         | Botswana           | 25.50 |                                          |
| 37        | 2        | Lucija Pokos               | Croazia            | 25.55 |                                          |
| 38        | 4        | Aneja Kodrič               | Slovenia           | 25.80 |                                          |
| 39        | 2        | Mathilde Kramer            | Danimarca          | 25.81 |                                          |
| 40        | 5        | Jeremiah Malonzo           | Filippine          | 26.11 |                                          |
| 41        | 3        | Laventa Amutavi            | Kenya              | 26.96 |                                          |
| 42        | 2        | Nadeeshani Henry Henderson | Sri Lanka          | 27.01 |                                          |
| 43        | 6        | Karen Janario              | Filippine          | 27.37 |                                          |
| 44        | 1        | Nolwazi Vilakati           | eSwatini           | 27.59 |                                          |
| 45        | 5        | Aina Suroor Al-Hamimi      | Oman               | 28.60 |                                          |
| 46        | 7        | Prestige Ndarata           | Rep. Centrafricana | 28.60 | Q                                        |
| 47        | 7        | Happy Mahamudu             | Tanzania           | 29.42 | Q                                        |
|           | 5        | Tsaone Sebele              | Botswana           | DNF   |                                          |
|           | 6        | Iza Daniela Flores         | Messico            | DQ    | R162.7                                   |
|           | 1        | Viktoriya Zyabkina         | Kazakistan         | DNS   |                                          |
|           | 6        | Janet Mensah               | Ghana              | DNS   |                                          |
|           | 7        | Musonda Chitoshi           | Zambia             | DNS   |                                          |
|           | 7        | Wabalyao Kakwasha          | Zambia             | DNS   |                                          |

### Semifinali
Passano in finale le prime due atlete di ogni batteria (Q) e le due atlete con i migliori tempi tra le escluse (q).

Vento:

Batteria 1: -0,7 m/s, Batteria 2: -2,9 m/s, Batteria 3: +0,5 m/s.
| Posizione | Batteria | Nome                     | Nazione            | Tempo | Note |
| --------- | -------- | ------------------------ | ------------------ | ----- | ---- |
| 1         | 2        | Gunta Latiševa-Čudare    | Lettonia           | 23.46 | Q,   |
| 2         | 2        | Irene Siragusa           | Italia             | 23.49 | Q    |
| 3         | 3        | Alexandra Bezeková       | Slovacchia         | 23.61 | Q    |
| 4         | 1        | Olga Safronova           | Kazakistan         | 23.68 | Q    |
| 5         | 3        | Anna Bongiorni           | Italia             | 23.69 | Q    |
| 6         | 3        | Barbora Procházková      | Rep. Ceca          | 23.72 | q    |
| 7         | 3        | Tori Williams            | Stati Uniti        | 23.79 | q    |
| 8         | 1        | Phil Healy               | Irlanda            | 23.80 | Q    |
| 8         | 2        | Cornelia Halbheer        | Svizzera           | 23.80 |      |
| 10        | 1        | Tamzin Thomas            | Sudafrica          | 23.86 |      |
| 11        | 3        | Marileidy Paulino        | Rep. Dominicana    | 23.95 |      |
| 12        | 1        | Agata Forkasiewicz       | Polonia            | 24.10 |      |
| 13        | 1        | Marcela Pírková          | Rep. Ceca          | 24.11 |      |
| 14        | 1        | Viola Kleiser            | Austria            | 24.13 |      |
| 15        | 3        | Isidora Jiménez          | Cile               | 24.31 |      |
| 16        | 2        | Dania Aguillón           | Messico            | 24.33 |      |
| 17        | 2        | Svetlana Golendova       | Kazakistan         | 24.42 |      |
| 18        | 3        | Małgorzata Kołdej        | Polonia            | 24.43 |      |
| 19        | 2        | Germaine Abessolo Bivina | Camerun            | 24.46 |      |
| 20        | 1        | Anabel Medina            | Rep. Dominicana    | 24.47 |      |
| 21        | 2        | Anniina Kortetmaa        | Finlandia          | 24.62 |      |
| 22        | 2        | Cynthia Bolingo Mbongo   | Belgio             | 24.80 |      |
| 23        | 3        | Prestige Ndarata         | Rep. Centrafricana | 28.61 |      |
| 24        | 1        | Happy Mahamudu           | Tanzania           | 30.47 |      |

### Finale
| Posizione | Corsia | Nome                  | Nazione     | Tempo           | Note                          |
| --------- | ------ | --------------------- | ----------- | --------------- | ----------------------------- |
|           | 6      | Irene Siragusa        | Italia      | 22"96           | Miglior prestazione personale |
|           | 4      | Gunta Latiševa-Čudare | Lettonia    | 23"15           | Miglior prestazione personale |
|           | 8      | Anna Bongiorni        | Italia      | 23"47           |                               |
| 4         | 3      | Alexandra Bezeková    | Slovacchia  | 23"70           |                               |
| 5         | 2      | Barbora Procházková   | Rep. Ceca   | 23"78           |                               |
| 6         | 5      | Olga Safronova        | Kazakistan  | 23"80           |                               |
| 7         | 7      | Phil Healy            | Irlanda     | 23"81           |                               |
| 8         | 1      | Tori Williams         | Stati Uniti | 24"03           |                               |
|           |        |                       |             | Vento: -1,4 m/s |                               |